# Aziminu
L'aziminu est une soupe corse à base de poissons de roche.

## Ingrédients
Les poissons de roche pêchables en Corse sont divers et variés. La base pour ce mets nécessite : dorade, merlan, mulet, mostelle, ombre, rascasse, rouget, saint-pierre, grondin et turbot.

## Préparation
Les poissons écaillés sont mis à cuire dans un bouillon auquel il a été ajouté des aromates (fenouil, laurier, thym, persil, safran, sel, poivre). L'ensemble est arrosé d’huile d’olive corse et parfumé avec un verre de pastis local.

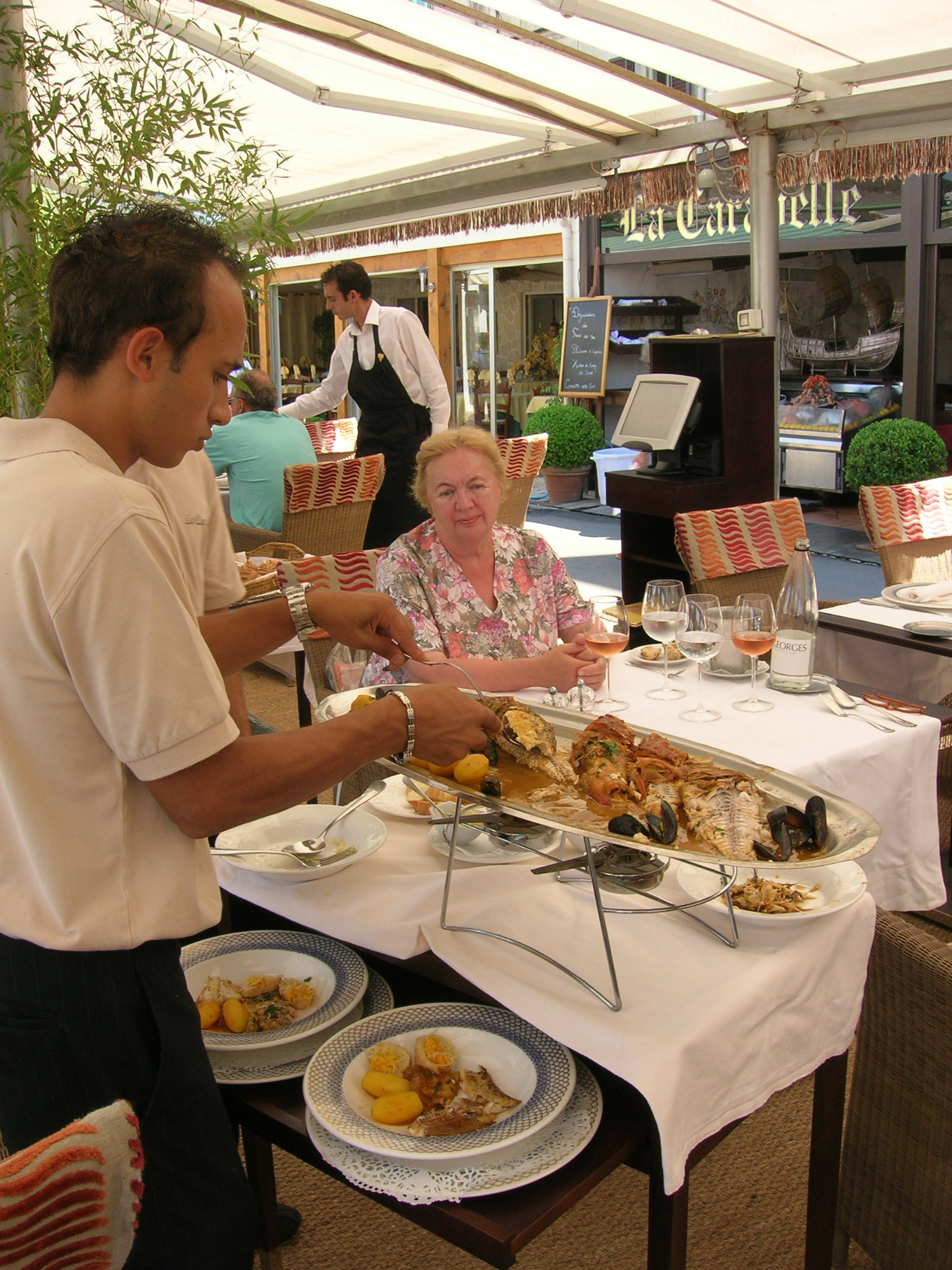
Service de laziminu.

## Consommation
La cuisson finie, les poissons sont dressés sur un plat à part, et la soupe est présentée dans sa cocotte de cuisson. Ce mets se sert en deux temps, « la soupe précédant le service des poissons ». Les tranches de pain rassis, ou les croûtons dorés, frottés à l’ail, peuvent être recouverts d'aïoli ou de rouille avant d'être mouillés de bouillon.

## Accord mets/vin
Un vin rosé de l'Ile s'accorde parfaitement avec ce plat. Les plus accessibles sont le patrimonio, le figari ou le sartène. À défaut, les rosés de Provence peuvent faire l'affaire : baux-de-provence, bandol, bellet, cassis, côtes-de-provence Fréjus et coteaux-d'aix-en-provence.